# 햄톤 팬커

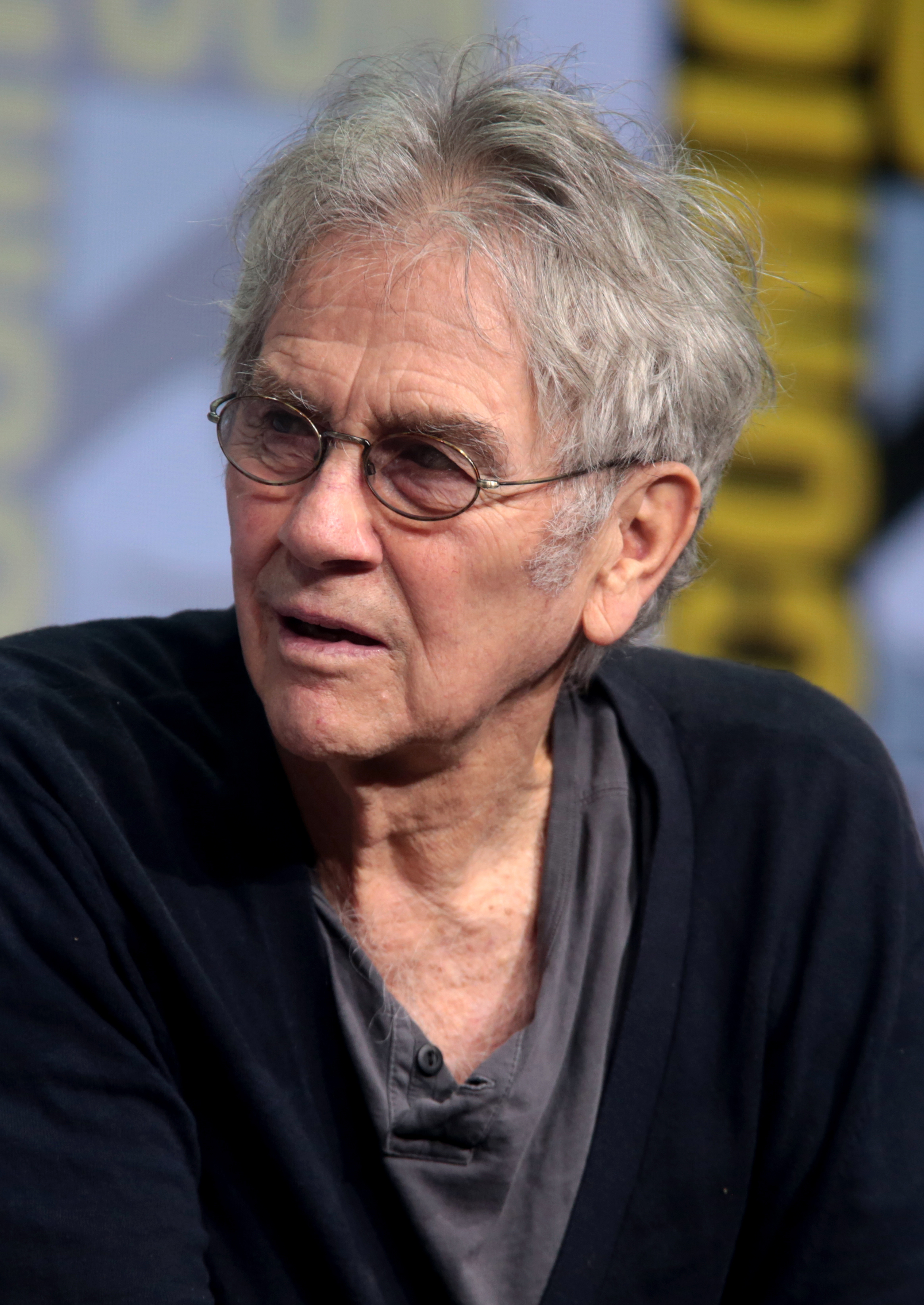

햄톤 팬커(Hampton Fancher, 1938년 7월 18일 ~ )는 미국의 배우, 영화 감독, 각본가, 텔레비전 배우, 영화 프로듀서, 소설가이다.
이스트로스앤젤레스에서 태어났다.

## 영화
- 블레이드 러너 2049 (2017년)
- 이스케이프스 (2016년) - 본인 역
- 마이너스 맨 (1999년)
- 형사 퀸 (1989년)
- 블레이드 러너 (1982년)
- 최후의 9일 (1978년)
- 생존 (1976년)
- 저 하늘에 태양이 (1975년) - 리 자드로가 역
- 제12순찰대 (1968년)
- 연애센터 (1962년)
- 선셋 77번가 (1958년)
- 더 브레인 이터스 (1958년)
- 서부의 파라딘 (1957년)
- 딜론 보안관 (1955년)